# Rijks Hogere Burgerschool (Utrecht)

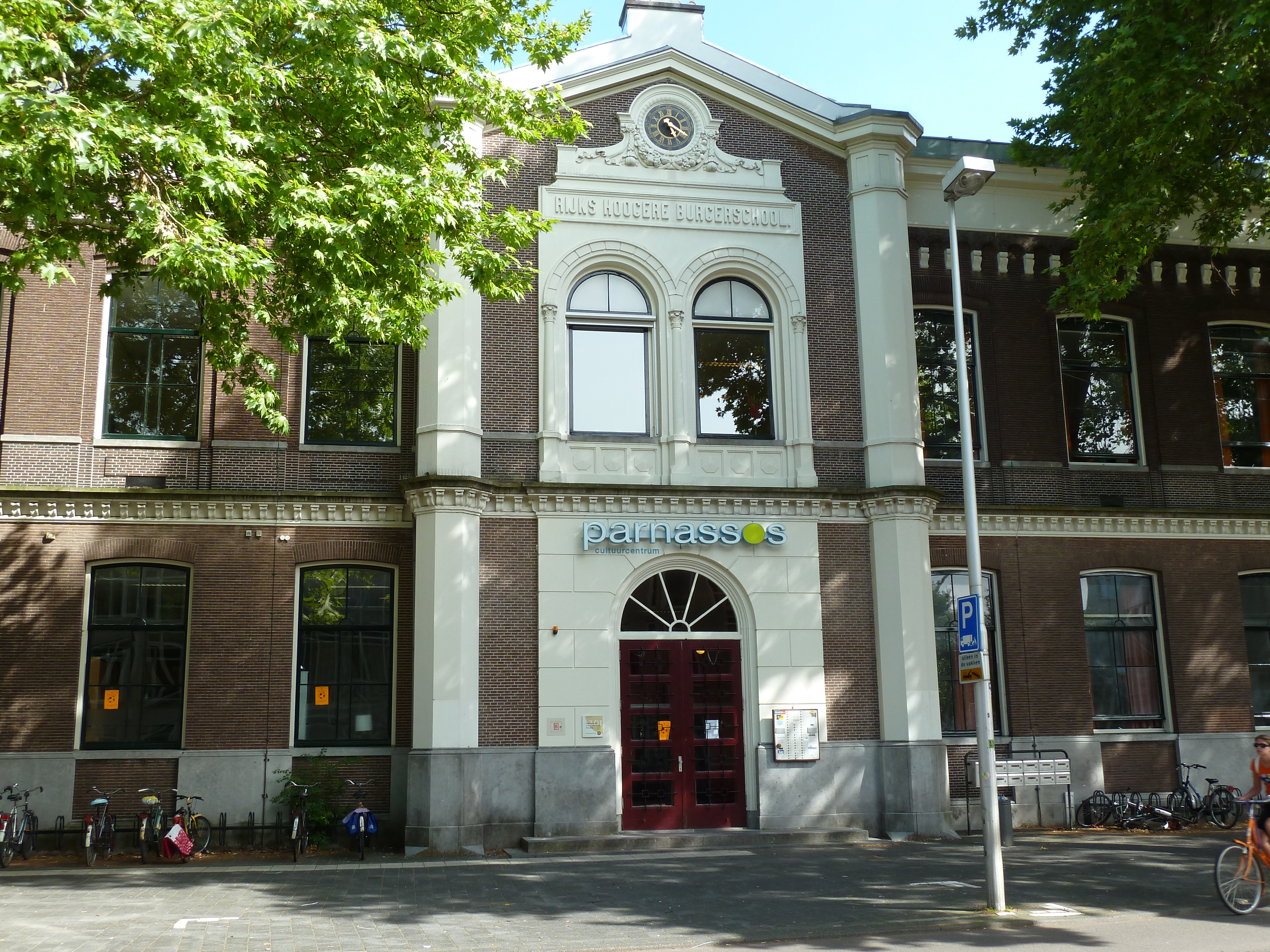
Rijks Hogere Burgerschool Utrecht Kruisstraat

De Rijks Hogere Burgerschool te Utrecht is een voormalige school in de Nederlandse stad Utrecht. Het schoolgebouw is gelegen aan de Kruisstraat, en het pand is een van de rijksmonumenten in Utrecht.
De school is opgericht in 1866 als een van de eerste hogereburgerscholen, die na de Schoolwet van 1863 zijn opgericht. De school heeft voortbestaan tot 1968. Bekende oud-leerlingen zijn onder meer Felix René Mari Ausems, Willem Bronkhorst, Willem Theodoor Cornelis van Doorn, Arie Jan Haagen-Smit, Wim Harzing, Henk van Hoorn, Leonhard Elisa Lanjouw, Theodoor van Lelyveld en Kees Zijlstra; en onder de oud-leraren waren Johannes Godfried de Jongh, Herman Jordan (pedagoog) en Cornelius Marius Kan.
Het gebouw is ontworpen door de architect Cornelis Vermeijs, die jaren directeur was van de gemeentewerken van Utrecht. Het oorspronkelijke ontwerp is uitgevoerd in een eclectische stijl, en de uitbreidingen in 1905 en 1910 aan de zuid- en achterzijde zijn in een hiermee verwante stijl uitgevoerd.